# Битка код Шато-Тјерија (1814)
Битка код Шато-Тјерија одиграла се 12. фебруара 1814. године између Наполеонове и савезничке војске. Битка је део Наполеонових ратова, а завршена је победом Француза.
После боја код Монмираја (11. фебруар 1814). остаци Сакеновог корпуса спојили су се са Јорк фон Вартенбурговим корпусом и заједно се повлачили ка Шато-Тјерију. Кренувши за њим, Наполеон је 12. фебруара упутио 4 команданта у гоњење да с тим маневром пресеку одступницу противницима. Савезници су у нереду одбачени, а Шато-Тјери је у поноћ евакуисан. Французи су изгубили 400-500 људи, а савезници око 3000 (1800 заробљених).